# 1067
1067 (MLXVII) je bilo navadno leto, ki se je po julijanskem koledarju začelo na ponedeljek.

## Dogodki

### Normanska Anglija
- januar-marec: novi angleški kralj Viljem I. ostane v Angliji nekje do marca, nakar se vrne v Normandijo. Po kronanju stabilizira razmere v kraljevini, potrdi oblast starih anglosaksonskih grofov, lokalno oblast pusti nedotaknjeno, kakor tudi cerkveno oblast. Razlasti zgolj družino premaganega kralja Harolda Godwinsona, ki je imela v lasti skoraj polovico angleških posesti, in vse tiste predstavnike plemstva, za katere ugotovi, da so se borili proti njemu.
- Evstacij II., normanski grof Boulogne se med odsotnostjo Viljema, ki se je vrnil v Normandijo, upre kralju. Evstacij napade Dover, vendar mu ga ni uspelo zavzeti. Kasneje se je pomiri s kraljem. Razlog za upor je verjetno premajhen dodeljeni izplen.
- Sinova Harolda Godwinsona Godwine in Edmund Haroldson iz baze na Irskem plenita po jugozahodni obali Anglije.
- december: Viljem se vrne v Anglijo in pacificira mesto Exter, kjer se je med prvimi organiziral odpor zbran okoli Haroldove matere Gythe Thorkelsdóttir.
- Dokončan je grad Winchester, Hampshire, Anglija. Nasploh si Normani poskušajo zavarovati položaj z gradnjo gradov, ki jih po Viljemovem ukazu začno množično graditi po večjih mestih v Angliji, sprva v naglici iz lesa, kasneje iz kamna.

### Ostalo
- 22. maj - Za umrlim bizantinskim cesarjem Konstantinom X. Dukasom prevzame začasno vodenje cesarica in regentinja Evdokija Makrembolitissa. Pogoj, ki ga je postavil umirajoči cesar je, da se po njegovi smrti ne bo ponovno poročila. 1068 ↔
- Mlajši sin Haralda Hardrade Olaf III. Haraldsson postane sokralj skupaj s starejšim bratom Magnusom III. Olaf prevzame v vodenje južno Norveško, Magnus severno.
- S smrtjo pretendentov za švedski prestol, dveh Erikov  (Erika Stenkilssona in Erika Pogana) se konča nasledstvena vojna. Krono prevzame Stenkilov sin Halsten.

- Dinastija Song: po smrti cesarja Yingzonga zavzame prestol cesar Shenzong. Ob pomoči političnega in socialnega reformatorja Wanga Anshija začne s sistemom obsežnih reform, da bi povečal proizvodnjo železa, razbremenil majhna gospodinjstva in zmanjšal brezposelnost.
- Začetek gradnje gradu Wartburg, Turginija, Nemčija.
- Prva omemba beloruskih mest Minska in Orše.

## Rojstva
- Adela Normandijska, grofinja Bloisa, mati angleškega kralja Štefana († 1137)
- Ari Thorgilsson, islandski kronist († 1148)
- Evpraksija Vsevolodovna, soproga Henrika IV. († 1109)

## Smrti
- 25. januar - cesar Yingzong, dinastija Song (* 1032)
- maj - Konstantin X. Dukas, bizantinski cesar (* 1006)
- 1. september - Baldvin V., grof Flandrije (* 1012)
- Cai Xiang, kitajski kaligraf pod dinastijo Song (* 1012)
- Erik Pogan, švedski pretendent za prestol
- Erik Stenkilsson, švedski pretendent za prestol